# Stanstead (kanton)
Stanstead är en kommun av typen kanton (municipalité de canton) i den kanadensiska provinsen Québec. Den ligger i regionen Estrie, i den sydöstra delen av landet, 280 km öster om huvudstaden Ottawa. Antalet invånare var 1 148 vid folkräkningen 2021. Landarean är 113 kvadratkilometer.
Kommunen är officiellt tvåspråkig (franska och engelska), med 67 % fransktalande och 34 % engelsktalande (modersmålstalare) vid folkräkningen 2021.